# Agent 355
Unter dem englischsprachigen Namen Agent 355 wird in der US-amerikanischen Populärwissenschaft ausgehend vom Amateurhistoriker Morton Pennypacker (1872–1956) ein nicht näher zu identifizierendes weibliches Mitglied des Culper Rings kolportiert, einer Spionageorganisation im Raum von New York City im Dienste der Kontinentalarmee während des Amerikanischen Unabhängigkeitskrieges. Entspräche Pennypackers These der Wirklichkeit, wäre diese Person eine der ersten Spioninnen im Dienste der Vereinigten Staaten gewesen. Obwohl die Historizität von Agent 355 und prinzipiell die tragende Rolle einer Frau im Culper Ring in den Geschichtswissenschaften unter Verweis auf fehlende geschichtliche Quellen abgelehnt wird, griff die Popkultur den Mythos um die Geheimdienstagentin in verschiedener Weise auf.

## Historischer Hintergrund und Quellenlage
1776 musste sich die Kontinentalarmee unter George Washington während des Amerikanischen Unabhängigkeitskrieges aus New York City vor den britischen Truppen zurückziehen, die anschließend die Stadt besetzten. New York City diente den Briten in den nächsten Jahren als zentrale Operationsbasis für weitere Feldzüge gegen die aufständischen Siedler der Dreizehn Kolonien. Da die US-amerikanische Niederlage in der sogenannten Schlacht von Long Island unter anderem auf fehlende Geheimdienstinformationen zurückzuführen war, entschied sich Oberbefehlshaber Washington, fortan genau solche Mittel zu fördern. Erste Versuche scheiterten, darunter der Aufbau einer Spionageeinheit namens Knowlton’s Rangers, deren heute bekanntestes Mitglied Nathan Hale bei der Auskundschaftung New York Citys von den Briten gefasst und hingerichtet wurde.
Deshalb richteten Washington und sein geheimdienstlicher Offizier Benjamin Tallmadge den sogenannten Culper Ring ein. Basis des Rings war Tallmadges Heimatdorf Setauket an der Nordküste der von den Briten besetzten Landzunge Long Island. Die zentrale Figur war Abraham Woodhull, ein Farmer aus Setauket, der regelmäßig nach New York City fuhr, um dort seine Waren zu verkaufen. Die bei diesen Besuchen gewonnenen geheimdienstlich relevanten Informationen verfasste Woodhull in einem Brief, den der Walfänger Caleb Brewster über den Long Island Sound nach Connecticut brachte. Von dort aus wurden Briefe über Tallmadge und einige Boten zu Washington gebracht, der sich zu dieser Zeit des Krieges meist in den nördlichen Teilen von New York oder New Jersey aufhielt. Später übernahm Robert Townsend die Rolle des Kundschafters in New York, während Woodhull von Setauket aus koordinierte. Der Name des Spionageringes leitete sich von Decknamen Woodhulls und Townsends ab: Samuel Culper Sr. und Samuel Culper Jr. Neben Woodhull, Townsend und Brewster gehörten nur wenige weitere Personen zum Spionagering, darunter zwei Boten, die Townsends Botschaften zu Woodhull nach Setauket brachten. Keines dieser (bekannten) Kernmitglieder war weiblich, wenngleich es wahrscheinlich ist, dass einige Frauen aus dem Umfeld der Kernmitglieder zumindest als helfende Hand die Aktivitäten des Spionagerings unterstützten.
Um die Gefahr einer Entdeckung zu verringern, nutzten Woodhull und Townsend spezielle Verschlüsselungsverfahren. Die Briefe enthielten augenscheinlich nur Informationen über alltägliche Dinge; tatsächlich schrieben Woodhull und Townsend aber mit Geheimtinte die geheimdienstlichen Informationen zwischen die Zeilen des Briefes. Zudem nutzten sie für bestimmte Schlüsselwörter ein Verschlüsselungsverfahren bestehend aus einem Code mit drei Zahlen, der diese Wörter ersetzte. Neben geheimdienstlich wichtigen Begriffen gab es auch Codezahlen für bestimmte Spione des Culper Rings, deren Kennzahlen alle im 700er-Bereich angesiedelt waren. Heute sind von den Culper-Ring-Briefen noch 193 Exemplare bekannt und erhalten. Einer dieser Briefe, von Woodhull an Tallmadge bzw. Washington, datiert auf den 15. August 1779, enthält folgenden Satz:

“I intend to visit 727 before long and think by the assistance of a 355 of my acquaintance, shall be able to outwit them all.”

„Ich beabsichtige, bald 727 zu besuchen, und denke mit der Unterstützung einer 355 meiner Bekanntschaft, dass ich fähig sein werde, sie alle zu überlisten.“

In dem Brief äußerte Woodhull seine zunehmenden Bedenken, von den britischen Soldaten in New York City entdeckt zu werden. Aus Sorge vor Spionen kontrollierten die Briten damals wahllos aufgegriffene Besucher der Stadt. Im vom Culper Ring genutzten Codierungsystem bedeutete 727 „New York City“ und 355 „lady“. lady ist im Englischen üblicherweise die Bezeichnung für eine sozial höher stehende Frau; für das profanere woman gab es eine gesonderte Codierung (701). Der Brief vom 15. August 1779 ist das einzige (bekannte) Schreiben des Culper Rings, aus dem unmissverständlich auf die Beteiligung einer Frau an den Spionagetätigkeiten geschlossen werden kann. Während es den Briten nie gelang, den Culper Ring auffliegen zu lassen, veröffentlichte die US-amerikanische Seite auch nach Kriegsende keine Informationen zu den Spionen. Viele Kernmitglieder identifizierten sich aber aus eigenen Stücken öffentlich als Mitglied der US-amerikanischen Spionage während des Unabhängigkeitskrieges oder wurden durch frühe historische Recherchen als solche identifiziert. Bis ins 20. Jahrhundert waren dennoch nicht alle Identitäten der Culper-Ring-Mitglieder bekannt: Insbesondere der wirkliche Name von Samuel Culper Jr. war nach wie vor nicht enthüllt worden. Trotz dieser gewissen Aufmerksamkeit waren der Ring, seine Mitglieder und seine Tätigkeit einer breiteren Öffentlichkeit lange Zeit unbekannt.

## Populärwissenschaftliche Rezeption
Der Historiker Morton Pennypacker schrieb in den 1930er Jahren ein populärwissenschaftliches Buch über den Culper Ring (General Washington’s spies on Long Island and in New York), in dem er als Erster umfassend die Identitäten der wichtigsten Mitglieder und die Verfahrensweisen des Spionagerings darstellte. Insbesondere identifizierte er erfolgreich Robert Townsend als Samuel Culper Jr. Ausgehend von dem von ihm analysierten Brief Woodhulls vom 15. August 1779 sah er als Erster die Existenz einer Spionin innerhalb des Culper Rings als erwiesen an. Bei der Zahlenkombination 355 habe es sich um den Decknamen dieser Spionin gehandelt. Pennypacker ergänzte ohne genaue Belegangaben, dass 355 die Geliebte von Robert Townsend gewesen und ihre Spionagetätigkeit aufgedeckt worden sei. Deshalb sei sie auf dem britischen Gefängnisschiff HMS Jersey inhaftiert worden, wo sie Townsends illegitimen Sohn zur Welt gebracht habe, ehe sie gestorben sei. Da andere Autoren Pennypackers Geschichte aufgriffen, ohne dessen Angaben zu prüfen oder zu hinterfragen, entstand die in den USA populäre Erzählung einer Spionin mit dem Decknamen „Agent 355“, die als Kernmitglied des Culper Rings geholfen habe, den Amerikanischen Unabhängigkeitskrieg zugunsten der USA zu entscheiden. Wäre sie wahr, wäre Agent 355 eine der ersten bekannten Agentinnen in der Geschichte der Vereinigten Staaten und des Westens insgesamt.
Oftmals wird Agent 355 die Rolle einer Informantin innerhalb New York Citys zugewiesen, besonders im Hinblick auf Benedict Arnolds Pläne, zu den Briten überzulaufen, die angeblich durch die Informationen von 355 aufgedeckt worden seien. Eine führende Rolle bei der Weiterverbreitung der 355-Geschichte übernahm der Fox-News-Moderator Brian Kilmeade, der 2013 zusammen mit dem Schriftsteller Don Yaeger das populärwissenschaftliche Buch George Washington’s Secret Six: The Spy Ring That Saved The American Revolution veröffentlichte. In dem Buch, das sich zu einem Bestseller entwickelte, behaupteten Kilmeade und Yaeger, der Culper Ring habe aus sechs Mitgliedern bestanden. Während sie einige in der wissenschaftlichen Forschung akzeptierte Mitglieder wie Caleb Brewster in ihrer Darstellung unberücksichtigt ließen, zählten sie „Agent 355“ zum inneren Kern des Spionagerings. Kilmeade und Yaeger stellen Agent 355 als junge Frau aus einer loyalistischen Familie dar, die insgeheim patriotische Gedanken gehegt und in Kontakt mit Robert Townsend gestanden haben soll. Als Teil des Umfeldes von John André habe sie Zugang zur New Yorker Oberschicht gehabt und über den Culper Ring Benedict Arnolds Pläne, von den USA zu den Briten überzulaufen, an die USA verraten. Die angebliche Zugehörigkeit von Agent 355 zur New Yorker Oberschicht leiteten Kilmeade und Yaeger aus der Verwendung des Codewortes für „lady“ und nicht für „woman“ ab.

## Geschichtswissenschaftliche Beurteilung
In den Geschichtswissenschaften werden diese populärwissenschaftlichen Erzählungen skeptisch gesehen. Historiker wie Beverly Tyler oder Alexander Rose wiesen darauf hin, dass die bekannten Quellen keine weiteren Informationen zu einer Beteiligung einer Frau am Culper Ring geben als der eine Satz in Woodhulls Brief vom 15. August 1779. Die populärwissenschaftlichen Darstellungen, die darüber hinausgehen, entbehren somit jeglicher historischer Grundlage. Die von Woodhull erwähnte lady sei, so Rose, durchaus eine Unterstützerin gewesen, aber eben keine Spionin. Auch Tyler weist eine tatsächliche Spionagetätigkeit aus Mangel an Belegen zurück. Die Historikerin Claire Bellerjeau ergänzte, dass man den genauen Umfang der Unterstützung durch die mit 355 beschriebene Frau nicht exakt bestimmen könne. Bellerjeau wies ferner darauf hin, dass die Textstelle ganz allgemein Woodhalls eher laxen Umgang mit sensiblen Informationen zeige: „die Erwähnung einer lady, [aber auch] jeder anderen Person, in einem Brief, selbst in verschlüsselter Form“ hätte im Falle des Falles nicht nur die Sicherheit dieser bestimmten Person, sondern die des ganzen Spionagerings gefährden können.
Mark Anthony Phelps charakterisierte im Hinblick auf den inhaltlichen Zusammenhang der 355-Erwähnung die Unterstützungsleistung der Frau so, dass 355 Woodhull geholfen habe, seine Spionagetätigkeiten in New York City fortzusetzen, indem sie seine Ehefrau spielte. Verheiratete Paare galten bei den Briten als weniger verdächtig, wenn es um Kontrollen gegenüber möglichen Spionen ging. Eine ähnliche Einschätzung äußerte Alexander Rose in einem Interview mit Jake Kerridge vom Daily Telegraph. Kerridge verwies zudem darauf, dass Woodhull von „a 355“ und nicht von „the 355“ schreibe. Die Verwendung eines unbestimmten Artikels im Original deute auf eine wesentlich geringere Bedeutung der gemeinten Frau hin als in den populärwissenschaftlichen Darstellungen angenommen und widerspreche ganz besonders den Theorien, dass 355 ein Deckname gewesen sei. Solche Decknamen waren im Culper Ring zudem – wie oben beschrieben – mit Kodierungen im 700er-Bereich üblich. Allgemein wird in den Geschichtswissenschaften nicht bezweifelt, dass sich hinter den drei Zahlen 355 lediglich das Codewort für lady versteckt. Bill Bleyer wies im Smithsonian Magazine darauf hin, dass sowohl Pennypacker als auch Kilmeade und Yaeger Agent 355 im Umfeld von Robert Townsend ansiedelten, obwohl der Brief mit der 355-Erwähnung von Woodhull stammte. Doch selbst wenn es wirklich eine Spionin innerhalb des Culper Rings gegeben hätte, wäre die Bezeichnung Agent 355 („Agentin“) laut Bleyer ahistorisch, denn damals sei der Terminus spy („Spionin“) üblich gewesen.
Wie auch der ehemalige Geheimdienstler Kenneth Daigler resümierte Alexander Rose, dass Pennypackers Erzählung der die Spionage romantisierenden Literatur des späten 19. Jahrhunderts entspringe. Jake Kerridge ergänzte im Daily Telegraph, dass die pseudowissenschaftlichen Erzählungen um Agent 355 dazu führen würden, dass die tatsächlichen Leistungen der Helferinnen des Culper Rings weniger präsent seien. Mark Anthony Phelps äußerte sich ähnlich; wenn Woodhulls a 355 tatsächlich Anna Strong gewesen sei, wäre ihr Engagement ähnlich bewundernswert wie das von „Pennypackers fiktiver femme fatale“. Auch Bleyer wies die populärwissenschaftlichen Theorien über Agent 355 zurück. Pennypackers Buch „transformierte einige anekdotische Informationen und Legenden zu Fakten“; „die Legende der Spionin repräsentiert eine belehrende Geschichte, wie Spekulation und Mythos die amerikanische Geschichtsschreibung durchdringen und fast unmöglich auslöschbar werden können.“

## Identifikationsversuche
Wenngleich eine definitive Identifikation unmöglich erscheint, gibt es sowohl in populärwissenschaftlichen als auch in geschichtswissenschaftlichen Darstellungen Versuche, Agent 355 beziehungsweise die Frau hinter Woodhulls Erwähnung zu identifizieren. Kilmeade und Yeager spekulierten 2013 über ganze sieben mögliche Kandidatinnen für ihre Agent 355, darunter Robert Townsends Schwester Sally, Benedict Arnolds Ehefrau Peggy Shippen Arnold und Elizabeth Burgin, die dadurch bekannt wurde, dass sie Dutzenden Gefangenen auf der HMS Jersey zur Flucht verhalf. Unter Historikern, darunter Alexander Rose und Beverly Tyler, besonders weit vertreten ist die Theorie, dass Anna Strong die angesprochene lady war. Strong lebte als Nachbarin von Woodhull in Setauket und gilt als eine der Helferinnen des Culper Rings, zumal ihr Ehemann Selah Strong für seine patriotischen Positionen bekannt war. Über Strong wird die Legende erzählt, über die Anordnung der Wäsche auf ihrer Wäscheleine habe sie Informationen zwischen Woodhull und Brewster weitergegeben. Die Identifikation von 355 mit Strong ist mit der Theorie verbunden, dass „a 355“ Woodhull als Pseudo-Ehefrau nach New York City begleitete, um die Wahrscheinlichkeit einer Kontrolle bzw. einer Entdeckung zu verringern.
Mark Anthony Phelps fügte in seinem Beitrag über 355 in der Encyclopedia of American Women at War hinzu, es gäbe auch die Legende, Strongs Ehemann sei während des Krieges auf der HMS Jersey inhaftiert gewesen und Strong hätte ihn regelmäßig besucht. Das könnte die Verbindung von 355 mit der HMS Jersey erklären. Zudem stehe ihr Ehemann auf Washingtons Liste von Culper-Ring-Mitgliedern; ausgehend davon, dass er eigentlich inhaftiert gewesen sei, könnte dies bedeuten, dass Strong die Rolle ihres Ehemannes übernahm. Eine andere Position vertritt die Historikerin Claire Bellerjeau, die 2021 in ihrem Buch Espionage and Enslavement in the Revolution: The True Story of Robert Townsend and Elizabeth die These aufstellte, dass zumindest Robert Townsend in New York City Hilfe von einer Sklavin namens Elizabeth oder Liss erhielt. Sie hält es für möglich, dass diese Sklavin auch Woodhull half bzw. dass diese Sklavin mit 355 gemeint war. Die Strong-These weist sie mit Verweis auf fehlende Belege für eine Beteiligung Strongs am Culper Ring zurück; auch für die existierenden Mythen über Strong ließen sich keine Belege finden. Zudem geht sie davon, dass Woodhull mit 355 eine Informantin innerhalb von New York City meinte; Strong als Einwohnerin von Setauket wäre somit eine unwahrscheinliche 355. Kilmeade und Yaeger wiesen Strong als Kandidatin zurück, da diese als Einwohnerin des ländlichen Setauket nicht zu ihrer These von einer Agentin aus der New Yorker Oberschicht passte.

## Popkulturelle Einflüsse
Popkulturell wurde der populärwissenschaftliche Mythos um Agent 355 unter anderem in Büchern, Comics und Filmen aufgegriffen. 2002 wurde Agent 355 ohne ein Hinterfragen ihrer Historizität in die Ausstellung Clandestine Women, the Untold Stories of Women in Espionage des National Women's History Museum aufgenommen. Eine prominente Rolle übernimmt Agent 355 in einer fiktionalisierten Form in der Comicserie Y: The Last Man und der darauf aufbauenden Fernsehserie als afroamerikanische Agentin und Bodyguard im Dienste der Regierung. Der US-amerikanische Spionagefilm The 355 (2022) von Simon Kinberg greift den Mythos ebenfalls auf; der Film handelt von einer Gruppe von Geheimdienstagentinnen, die sich in der Tradition von Agent 355 als wirkungsmächtige Agentin der Amerikanischen Revolution sehen. Die Hauptfigur des Films, Mason Browne (gespielt von Jessica Chastain), deutet an, die Identität von Agent 355 sei damals angeblich bewusst unterdrückt worden, weil es sich um eine Frau gehandelt habe.
Die durch Alexander Roses Buch Washington’s Spies: The Story of America’s First Spy Ring inspirierte, US-amerikanische Serie Turn: Washington’s Spies umfasst genauso eine ausdrückliche Darstellung einer Agent 355. Gespielt von Idara Victor, ist hier die Figur desgleichen eine völlig fiktionale Gestalt, die sich zudem von der ebenfalls porträtierten Anna Strong (Heather Lind) unterscheidet. Ironischerweise behauptet Alexander Rose selbst – wie oben dargestellt –, zum einen, dass es Agent 355 in dieser Form nie gab, und zum anderen, dass hinter Woodhulls a 355 Anna Strong stecke. Zum Unterhaltungswert des populärwissenschaftlichen Mythos äußerte sich Rose in einem Gespräch mit dem Daily Telegraph: „Die Idee, dass es da während der Revolution eine Superagentin gegeben hat, ist sicherlich attraktiv und spaßig, und das augenscheinliche Mysterium um ihre geheimnisvolle Identität macht daraus eine verdammt gute Geschichte. […] Es ist ein bisschen ernüchternd, sagen zu müssen, ‚Entschuldigung, das ist nie so passiert‘.“ Claire Bellerjeau äußerte sich ähnlich: „Ich denke, die Leute wollen gute Geschichten über Frauen, deshalb kann ich verstehen, dass Leute aus dieser einen Bemerkung eine größere Geschichte gewebt haben.“